# Hermanus Numan
Hermannus (Hermanus) Numan (gedoopt Ezinge, 15 november 1744 – Amsterdam, 9 maart 1820) is een Nederlandse graveur, kopiist en schilder.

## Leven en werk

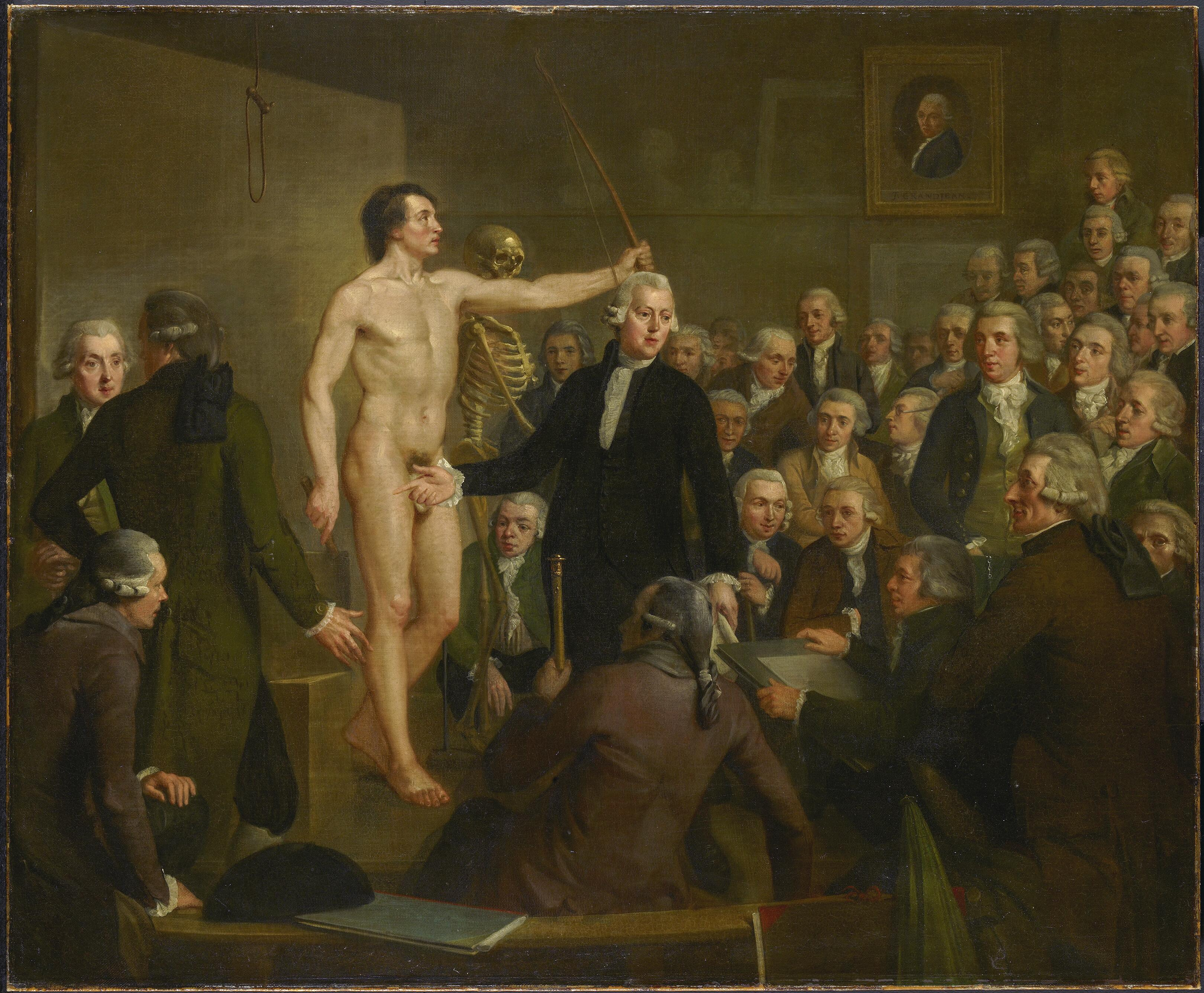
Voordracht over de anatomie door Andreas Bonn voor het departement der Tekenkunde van Felix Meritis, door Adriaan de Lelie (1792). Onder de toehoorders Hermanus Numan.

Numan was een zoon van Steven Numan en diens tweede echtgenote Etje Muntingh. Hij werkte aanvankelijk in de lakwerkfabriek van zijn vader in Groningen. Van 1762 tot 1766 was hij met Egbert van Drielst in de leer in Haarlem, bij de eveneens uit Groningen afkomstige behangschilder Jan Augustini. Daarna werkte Numan een aantal jaren in de stad Groningen, vooral als portretschilder. Hij woonde in 1768-1769 in Parijs en leerde graveren bij Jacques-Philippe le Bas. 
Vanaf 1770 woonde en werkte Numan in Amsterdam. Hij trouwde in 1774 met Anna Maria van Sterkenburg. In Amsterdam kreeg Numan aan de Stadstekenacademie les van Jurriaen Andriessen en samen schilderden ze Italiaanse straattaferelen. Daarnaast schilderde Numan onder meer landschappen, allegorieën, portretten en topografische voorstellingen. Hij gaf in 1797 een serie van 24 prenten met Hollandse buitenplaatsen uit. Hij was lid van het genootschap Felix Meritis. Numan gaf les aan onder anderen Albertus Brondgeest, Pieter de Goeje, M.E. Hilkes, Jacob Plügger en Reinier Vinkeles.

## Afbeeldingen

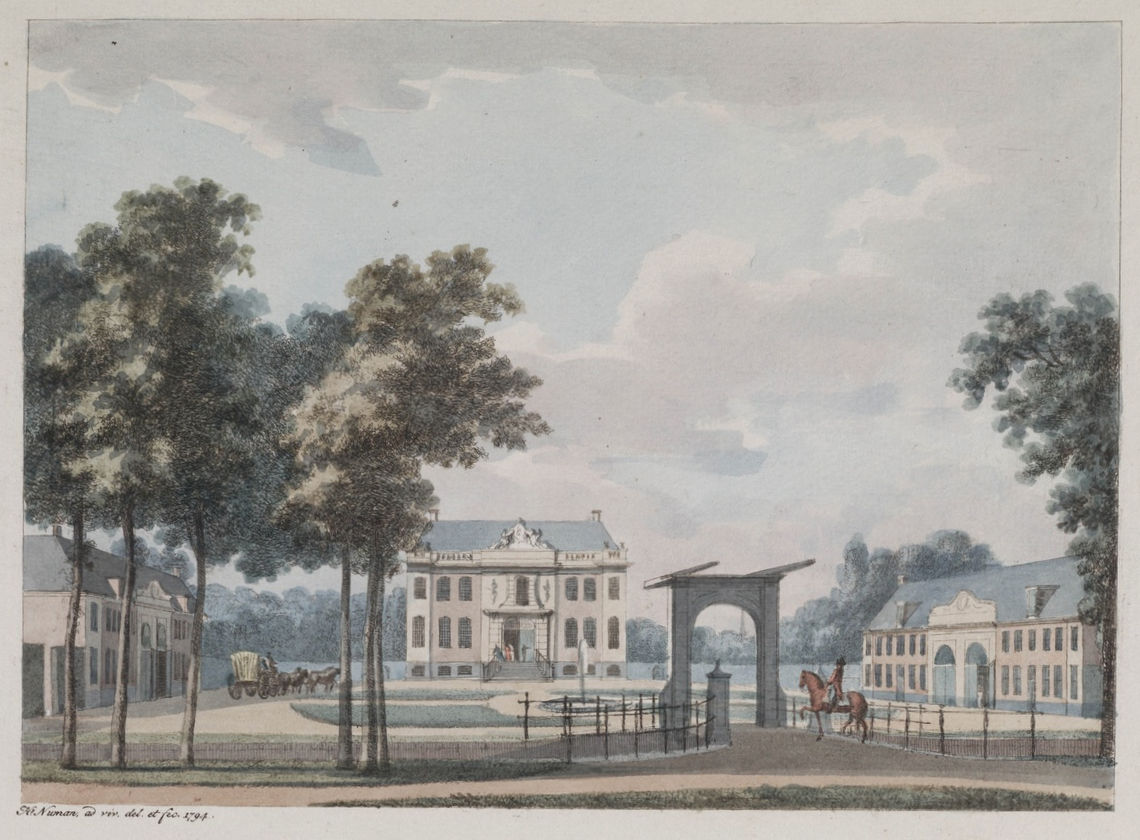
Landgoed Schaffelaar (1794)
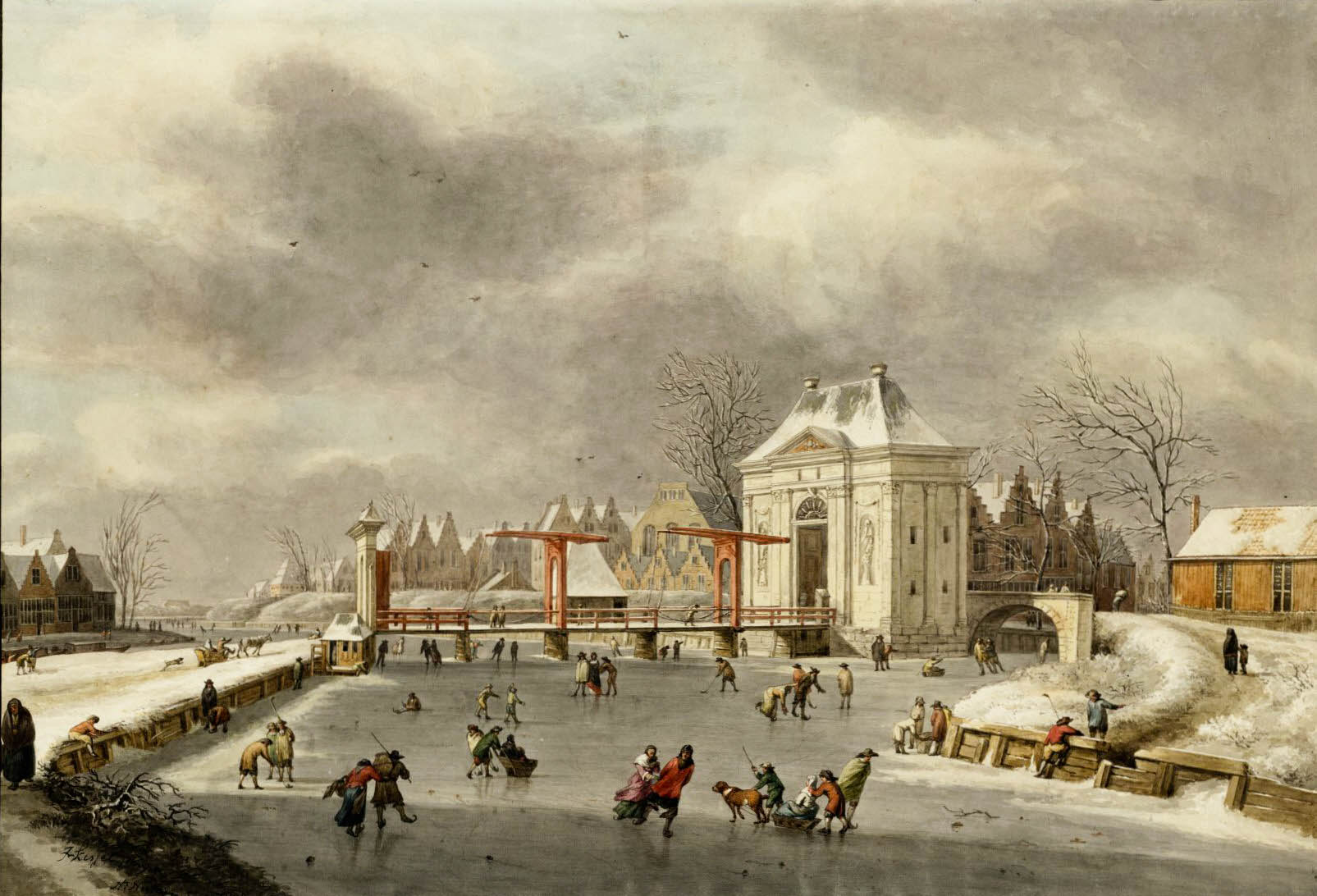
De Heiligewegspoort (1808) naar een schilderij van Jan van Kessel